# Дружба (Пермский край)
Дружба — поселок в составе Очёрского городского округа в Пермском крае.

## Географическое положение
Поселок расположен у северо-восточной границы города Очёр.

## Климат
Климат характеризуется как умеренно континентальный, с морозной снежной зимой и коротким тёплым летом. Средняя многолетняя температура самого холодного месяца (января) составляет −15,5°С, температура самого тёплого (июля) 17,5°С. Продолжительность безморозного периода — 115 дней. Среднегодовое количество осадков — 441 мм.

## История
Поселок получил название в 1984 году по имени колхоза, существовавшего до 1970 года на месте постройки. Поселок был построен для центральной усадьбы совхоза «Семёновский». До 2020 года входил в состав Спешковского сельского поселения Очёрского района. После упразднения обоих муниципальных образований входит в состав Очёрского городского округа.

## Население
Постоянное население составляло 165 человек в 2002 году (95 % русские), 159 человек в 2010 году. 